# Patatas bravas

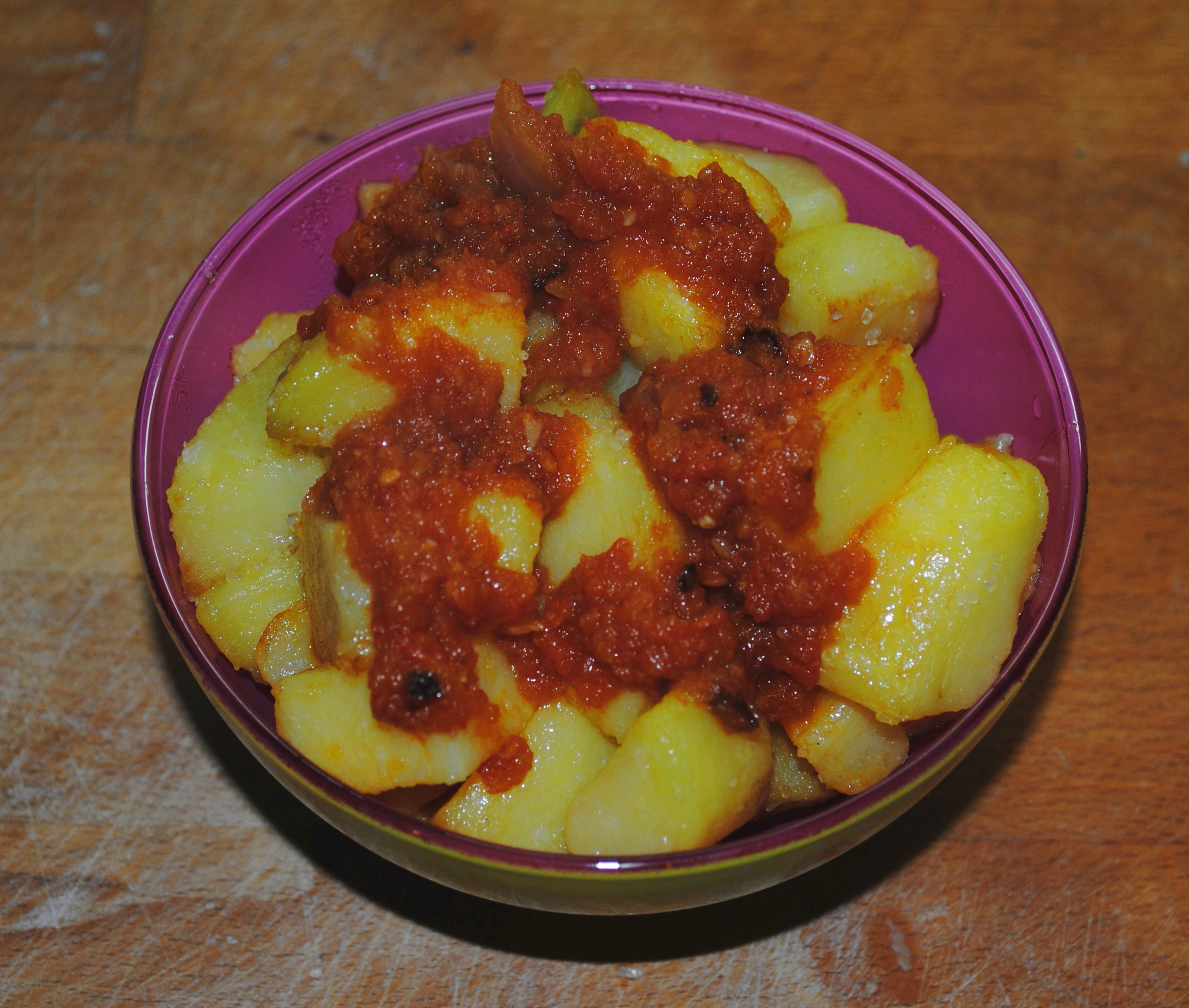
Patatas bravas

A patatas fritas (más néven patatas a la brava vagy papas bravas), a spanyol bárokban található tipikus étel. A spanyol fővárosból,  Madridból származik, ám az ország minden régiójában megtalálható. Lényegében sült (egyes helyeken főtt)  krumpli, paprikás szósszal. Számos változata létezik.

Az étlapon az egyik legkedvezőbb árú tapas, az alapanyagok alacsony költsége miatt.

## Jellemzői
Nagy kockákra vágott, olívaolajon kisütött burgonyából áll, fűszeres szósszal. Forrón, tapaként vagy előételként szolgálják fel egy pohár bor vagy sör kíséretében.  
A szósz fűszerpaprikát, hagymát és búzalisztet vagy ecetet tartalmaz. A recept a helytől függően jelentősen eltér.

## Fordítás
Ez a szócikk részben vagy egészben  a   Patatas bravas című spanyol Wikipédia-szócikk ezen változatának fordításán alapul.  Az eredeti cikk szerkesztőit annak laptörténete sorolja fel. Ez a jelzés csupán a megfogalmazás eredetét és a szerzői jogokat jelzi, nem szolgál a cikkben szereplő információk forrásmegjelöléseként.